# Buteo rufofuscus
Buteo rufofuscus е вид птица от семейство Ястребови (Accipitridae).

## Разпространение
Видът е разпространен в Ботсвана, Лесото, Намибия, Свазиленд и Южна Африка.